# Эдмунд Криспин
Эдмунд Криспин (2 октября 1921, Chesham Bois, Бакингемшир, Англия — 15 сентября 1978, Dartington, Девон, Англия) — псевдоним английского писателя и композитора Роберта Брюса Монтгомери. Если музыка Монтгомери не очень известна, то его детективные романы считаются, несмотря на некоторую их сумбурность, классикой Золотого века детективного жанра. С 1947 года член Детективного Клуба.

## Биография
Роберт Брюс Монтгомери родился 2 октября 1921 года в Чешем-Бойс, Бакингемшир, Англия, в шотландско-ирландской семье. Отец — Роберт Эрнест Монтгомери, государственный служащий, секретарь Верховного комиссара Индии, мать — Мэрион Блэквуд Джарви, домохозяйка. Роберт был четвёртым ребёнком в семье и единственным сыном. Первое образование получил в Merchant Taylors' School, где отличился интересом к изучению языков. Далее продолжил обучение в колледже св. Джона (иногда упоминается колледж св. Иоанна) в Оксфорде, откуда выпустился в 1943 году со степенью бакалавра современной лингвистики; в колледже участвовал в большинстве музыкальных мероприятиях, и был там органистом и хормейстером студенческой капеллы.
С 1943 по 1945 год был преподавателем в Shrewsbury School. Именно в этот период он прочитал роман Джона Диксона Карра «Кривая петля» (1938) и заинтересовался детективным жанром, благодаря чему и был создан его дебютный роман «Дело о золотой мушке», опубликованный в 1944 году. Роман был опубликован под псевдонимом Эдмунд Криспин — это имя Монтгомери вычитал из другого детективного романа, «Гамлет, отомсти!» Майкла Иннеса. В «Деле о золотой мушке» впервые появляется постоянный герой Криспина, доктор Джервейс Фен, который стал прообразом для персонажа Доктор Кто.
Начало карьеры Монтгомери-музыканта приходится на конец 1940-х, а взлет — на 1950-е годы. Он был композитором вокальной и хоровой музыки. Одним из самых значимых музыкальных произведений Монтгомери считается «Оксфордский реквием» (англ. An Oxford Requiem) (1951). Он написал много музыки к фильмам; в частности, к фильмам из серии Carry On. Начиная с 1945 года стремительно развивалась музыкальная карьера Монтгомери. Он выступал с концертами как пианист и органист, сочинял церковную музыку, музыку к кинофильмам. Роберт Брюс Монтгомери получает известность как автор вокальной и хоральной музыки. Криспин построил особняк в Девоне и собрал огромную коллекцию пластинок классической музыки. В 1961 году вышел ставший популярным фильм «Raising the Wind», к которому Криспин написал и сценарий, и музыку.
1940-е годы были пиком карьеры Монтгомери-писателя. Он опубликовал 9 романов, писал рассказы и стал рецензентом в Sunday Times, построил большой дом в деревне Dartington и женился на своей секретарше в 1976. После 1953 года наступило затишье — в течение 25 лет Эдмунд не написал ни одного нового произведения. В это время он был ведущим британским критиком детективного жанра, его обзоры публиковались в «Sunday Times» до 1967 года. Криспин также отредактировал несколько сборников научно-фантастической литературы. Отсутствие новых произведений было вызвано тем, что любовь Эдмунда к спиртному переросла в хронический алкоголизм. Он не мог писать не только романы, но с некоторого времени и статьи. Некогда богатый писатель стал испытывать постоянную нужду в деньгах. За два года до смерти Криспин женился на своем секретаре Энн Клементс, но страсть к алкоголю все больше губит его. Клементс до самой смерти Криспина кормила его, ухаживала за ним, меняла белье. Роберт Монтгомери скончался 15 сентября 1978 года в возрасте 56 лет от сердечного приступа в приходской церкви деревни Dartington. Незадолго до смерти Монтгомери опубликовал свой последний роман — «The Glimpses of the Moon» (1977 г.). Английский писатель Кингсли Эмис, друг юности Роберта Брюса, в своих воспоминаниях написал, что жизнь Криспина представляет собой классическую трагедию человека, исчерпавшего свой талант и пытавшегося найти забвение в алкоголе. Алкоголизм привел к ранней смерти писателя.

## Библиография

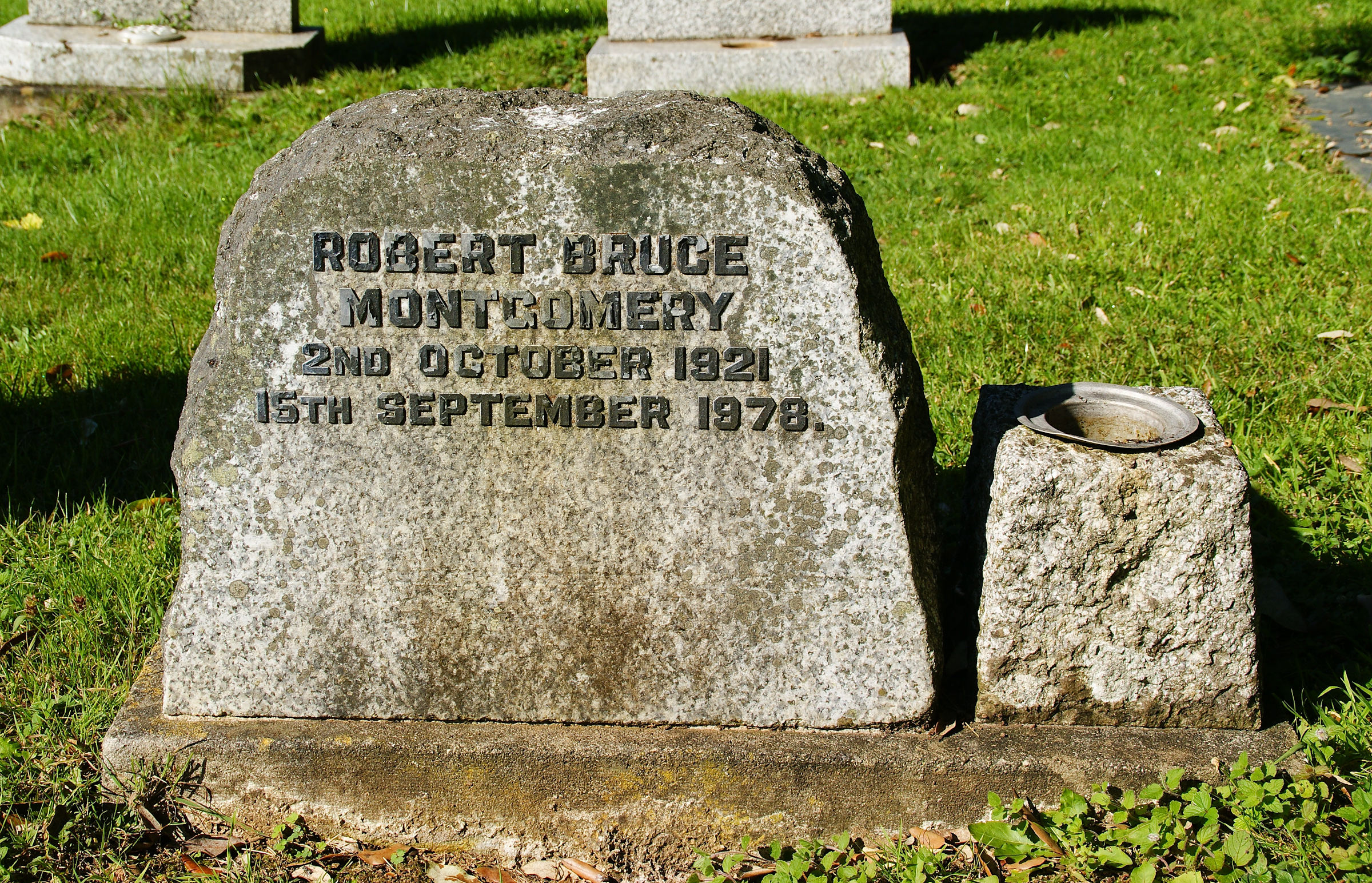
Могила Эдмунд Криспин

### Романы
- Дело о золотой мушке (англ. The Case of the Gilded Fly) (1944). Входит в список 100 лучших детективов с убийством в запертой комнате.
- Holy Disorders (1945)
- Убийство в магазине игрушек (англ. The Moving Toyshop) (1946); др. вариант перевода на русский — «Шагающий магазин игрушек». Входит в список «100 лучших романов детективного жанра»
- Лебединая песня (англ. Swan Song) (1947)
- Любовь покоится в крови (анг. Love Lies Bleeding) (1948)
- Buried for Pleasure (1948)
- Frequent Hearses (1950).
- The Long Divorce (1951)
- The Glimpses of the Moon (1977)

### Сборники рассказов
- Beware of the Trains (1953)
- Fen Country (1979)